# Rectipilus
Rectipilus là một chi nấm trong họ Marasmiaceae, thuộc bộ Agaricales. Chi này chứa chín loài và phân bố rộng rãi trên toàn thế giới. Chi được nhà nghiên cứu Reinhard Agerer miêu tả khoa học lần đầu tiên vào năm 1973.